# 노크 노크 (2015년 영화)
《노크 노크》(영어: Knock Knock)는 2015년 공개된 미국의 스릴러 영화이다.

## 줄거리
건축가 에번은 아버지날이 낀 주말에 일과 어깨 물리 치료 때문에 개 멍키와 함께 집에 남고, 아내 캐런과 아이들은 해변으로 가족 여행을 떠난다. 성공한 예술가인 캐런은 집을 나서기 전 조수 루이스에게 완성된 조소 작품을 나중에 화랑으로 옮겨달라고 요청한다.
밤에 누군가 집 현관문을 두드려 에번이 확인해보니 두 여성 제너시스와 벨이 밖에 비가 오고 연락 수단이 없어진 가운데 파티 장소를 찾고 있다고 호소한다. 이들을 집 안에 들인 에번은 DJ 시절을 떠올리며 비닐 레코드를 틀고 그렇게 분위기가 무르익어 가다가 두 여성의 유혹에 넘어가 스리섬을 하고 만다.
그러나 집 안을 엉망으로 만든 두 여성은 자신들이 미성년자라고 밝히며 경찰에 알리겠다고 한다. 집에 들린 캐런의 친구 비비언은 제너시스가 에번과 지난 밤을 함께 보낸 티를 내며 에번에게 몸을 부비자 화를 내며 떠난다. 에번이 경찰에 가택 침입으로 신고하겠다고 위협하자 두 여성은 에번이 자신들을 차로 데려다주겠다는 제안에 응해 집을 떠난다.
다시 작업에 집중하던 에번은 소음이 확인하려고 거실로 나갔다가 가족 액자가 바닥에 떨어져 유리가 깨져있는 것을 발견한다. 곧 제너시스가 캐런의 작품으로 에번의 머리를 쳐서 기절시키고 침대에 묶어 놓는다. 딸의 교복을 입은 벨은 에번의 위에 올라타 그를 강간하고 제너시스가 이를 녹화한다. 제너시스가 자리를 비운 사이 풀려난 에번은 벨을 때려눕히고 제너시스에게 덤벼들지만 제너시스는 포크로 가슴을 찌르며 반격한다. 두 여성은 에번을 전선으로 의자에 묶어놓은 채 헤드셋을 씌워 귀를 고문하고 퀴즈 쇼를 가장해 그의 부정을 조롱하고 협박한다.
마침 루이스가 도착해 조소 작품이 가슴 모양 낙서 등으로 망가져있는 것을 발견한다. 에번을 구해주려던 루이스는 하필 천식 발작을 일으키고, 두 여성은 천식 약제 흡입기를 빼앗은 뒤 작품을 부수고 루이스를 갖고 논다. 루이스가 부서져나온 조각을 밟고 미끄러지며 작품에 머리를 부딪혀 즉사하자 두 여성은 이를 보고 즐거워한다. 두 여성은 루이스의 몸을 신문지로 감싸고 빨간 물감을 발라 조각상화하고, 에번과 루이스의 휴대 전화를 써서 에번이 루이스의 아내와 불륜 중인 걸 루이스가 알아내 에번이 루이스를 죽인 것처럼 위장한다.
머리만 위로 나온 채 마당 흙 속에 파묻힌 에번에게 여성들은 자신들이 미성년자가 아님을 알려주고, 지금까지 아내와 아이들이 있던 피해자들은 단 한 명도 자신들을 거부하지 않았다며 유부남들은 다 똑같다고 냉소적으로 말한다. 제너시스가 에번의 페이스북 계정에 벨이 에번을 강간한 영상을 올려 에번을 소아성애자로 보이게 만든 뒤 두 여성은 다음 피해자를 찾아 멍키를 데리고 사라진다. 귀가한 캐런과 아이들은 집 안이 엉망진창이 되어있는 것을 발견한다.

## 출연
- 키아누 리브스 - 에번 웨버 역
- 아나 데아르마스 - 벨 역
- 로렌사 이소 - 제너시스 역
- 이그나시아 아야만드 - 캐런 알바라도 웨버 역
- 댄 베일리 - 제이크 웨버 역
- 메건 베일리 - 리사 웨버 역
- 에런 번스 - 루이스 역
- 콜린 캠프 - 비비언 역
- 오토 - 멍키 역 (개)

## 기타 제작진
- 미술: 마리치 팔라시오스
- 의상: 엘리사 오르마사발